# Diamond League 2022
La Diamond League 2022 (nota per motivi di sponsorizzazione anche come Wanda Diamond League 2022) è la tredicesima edizione della Diamond League, serie di meeting internazionali di atletica leggera organizzata annualmente dalla World Athletics.
Ogni meeting ospita quattordici eventi delle varie discipline. Ogni competizione assegna agli atleti punti validi per la qualificazione alla finale, da svolgersi come parte del Weltklasse Zürich.

## I meeting
I meeting che si sarebbero dovuti tenere in Cina il 30 luglio e il 6 agosto sono stati cancellati per via delle restrizioni di viaggio e quarantena causate dalla pandemia di COVID-19.
| Nº | Meeting                                                 | Stadio                               | Sede       | Data          | Resoconto |
| -- | ------------------------------------------------------- | ------------------------------------ | ---------- | ------------- | --------- |
| 1  | Doha Diamond League                                     | Stadio Qatar SC                      | Doha       | 13 maggio     |           |
| 2  | Müller Birmingham Diamond League                        | Alexander Stadium                    | Birmingham | 21 maggio     |           |
| 3  | Prefontaine Classic                                     | Hayward Field                        | Eugene     | 28 maggio     |           |
| 4  | Meeting international Mohammed VI d'athlétisme de Rabat | Stadio Moulay Abdallah               | Rabat      | 5 giugno      |           |
| 5  | Golden Gala Pietro Mennea                               | Stadio Olimpico                      | Roma       | 9 giugno      | resoconto |
| 6  | Bislett Games                                           | Bislett Stadion                      | Oslo       | 16 giugno     |           |
| 7  | Meeting de Paris                                        | Stadio Charléty                      | Parigi     | 18 giugno     |           |
| 8  | Bauhaus-Galan                                           | Olympiastadion                       | Stoccolma  | 30 giugno     |           |
| -  | Shanghai Golden Grand Prix                              | Stadio di Shanghai                   | Shanghai   | 30 luglio     |           |
| -  | Shenzhen Diamond League                                 | Bao'an Stadium                       | Shenzhen   | 6 agosto      |           |
| 9  | Kamila Skolimowska Memorial                             | Stadio della Slesia                  | Chorzów    | 6 agosto      |           |
| 10 | Herculis                                                | Stade Louis II                       | Monaco     | 10 agosto     |           |
| 11 | Athletissima                                            | Stade Olympique de la Pontaise       | Losanna    | 26 agosto     |           |
| 12 | Memorial Van Damme                                      | Stadio Re Baldovino                  | Bruxelles  | 2 settembre   |           |
| 13 | Weltklasse Zürich                                       | Stadio Letzigrund, Sechseläutenplatz | Zurigo     | 7-8 settembre |           |

## Risultati

### Uomini

#### Corse
| Corse |                 |                       |                        |                            |                           |                                     |                                     |                         |                         |                             |
| #     | Meeting         | 100 m                 | 200 m                  | 400 m                      | 800 m                     | 1 500 m / Miglio                    | 3 000 m / 5 000 m                   | 110 m hs                | 400 m hs                | 3 000 m siepi               |
| 1     | Doha            | -                     | Noah Lyles 19"72       | -                          | Noah Kibet 1'49"08        | Abel Kipsang 3'35"70                | -                                   | -                       | Alison dos Santos 47"24 | Soufiane el-Bakkali 8'09"66 |
| 2     | Birmingham      | Aaron Brown 10"13     | -                      | Matthew Hudson-Smith 45"32 | Marco Arop 1'45"41        | Abel Kipsang 3'35"15                | -                                   | Hansle Parchment 13"09  | -                       | -                           |
| 3     | Eugene          | Trayvon Bromell 9"93  | -                      | Michael Norman 43"60       | -                         | Jakob Ingebrigtsen 3'49"76 (miglio) | Berihu Aregawi 12'50"05             | -                       | Alison dos Santos 47"23 | -                           |
| 4     | Rabat           | -                     | Kenneth Bednarek 20"21 | -                          | Emmanuel Wanyonyi 1'45"47 | Jake Wightman 3'32"62               | -                                   | -                       | Khallifah Rosser 48"25  | Soufiane el-Bakkali 7'58"28 |
| 5     | Roma            | Fred Kerley 9"92      | -                      | Kirani James 44"54         | -                         | -                                   | Nicholas Kipkorir 12'46"33          | -                       | -                       | Lamecha Girma 7'59"23       |
| 6     | Oslo            | Andre De Grasse 10"05 | -                      | Kirani James 44"78         | -                         | Jakob Ingebrigtsen 3'46"46 (miglio) | Telahun Bekele 13'03"51             | Devon Allen 13"22       | Alison dos Santos 47"26 | -                           |
| 7     | Parigi          | -                     | Luxolo Adams 19"82     | Steven Gardiner 44"21      | Benjamin Robert 1'43"75   | -                                   | Selemon Barega 12'56"19             | Devon Allen 13"16       | -                       | -                           |
| 8     | Stoccolma       | Akani Simbine 10"02   | -                      | -                          | Slimane Moula 1'44"60     | -                                   | Dominic Lobalu 7'29"48 (3000)       | -                       | Alison dos Santos 46"80 | -                           |
| 9     | Chorzów         | Trayvon Bromell 9"95  | -                      | Michael Norman 44"11       | -                         | -                                   | -                                   | -                       | Alison dos Santos 47"80 | -                           |
| 10    | Monaco          | -                     | Noah Lyles 19"46       | -                          | -                         | -                                   | Thierry Ndikumwenayo 7'25"93 (3000) | Grant Holloway 12"99    | -                       | -                           |
| 11    | Losanna         | -                     | Noah Lyles 19"56       | -                          | -                         | Jakob Ingebrigtsen 3'29"05          | -                                   | Rasheed Broadbell 12"99 | -                       | Soufiane El Bakkali 8'02"45 |
| 12    | Bruxelles       | -                     | Erriyon Knighton 20"07 | -                          | Jake Wightman 1'43"65     | -                                   | Jacob Krop 12'45"71                 | -                       | Alison dos Santos 47"54 | -                           |
| 13    | Zurigo (finale) | Trayvon Bromell 9"94  | Noah Lyles 19"52       | Kirani James 44"26         | Emmanuel Korir 1'43"26    | Jakob Ingebrigtsen 3'29"02          | Nicholas Kipkorir 12'59"05          | Grant Holloway 13"02    | Alison dos Santos 46"98 | Soufiane El Bakkali 8'07"67 |

#### Concorsi
| Concorsi |                 |                            |                         |                           |                             |                      |                      |                         |
| #        | Meeting         | Salto in lungo             | Salto triplo            | Salto in alto             | Salto con l'asta            | Getto del peso       | Lancio del disco     | Lancio del giavellotto  |
| 1        | Doha            | -                          | -                       | Woo Sanghyeok 2.33 m      | Armand Duplantis 6.02 m (i) | -                    | -                    | Anderson Peters 93.07 m |
| 2        | Birmingham      | -                          | -                       | Django Lovett 2.28 m      | -                           | -                    | Kristjan Čeh 71.27 m | -                       |
| 3        | Eugene          | -                          | -                       | -                         | Armand Duplantis 5.91 m     | Ryan Crouser 23.02 m | -                    | -                       |
| 4        | Rabat           | Miltiadīs Tentoglou 8.27 m | -                       | -                         | -                           | -                    | Kristjan Čeh 69.68 m | -                       |
| 5        | Roma            | -                          | -                       | JuVaughn Harrison 2.27 m  | -                           | Joe Kovacs 21.85 m   | Kristjan Čeh 70.72 m | -                       |
| 6        | Oslo            | Miltiadīs Tentoglou 8.10 m | -                       | -                         | Armand Duplantis 6.02 m     | -                    | -                    | -                       |
| 7        | Parigi          | -                          | Jordan Díaz 17.66 m     | -                         | Ben Broeders 5.80 m         | -                    | -                    | -                       |
| 8        | Stoccolma       | -                          | -                       | -                         | Armand Duplantis 6.16 m     | -                    | Kristjan Čeh 70.02 m | Anderson Peters 90.31 m |
| 9        | Chorzów         | Miltiadīs Tentoglou 8.13 m | Andy Díaz 17.53 m       | -                         | -                           | -                    | -                    | Jakub Vadlejch 86.68 m  |
| 10       | Monaco          | Maykel Massó 8.35 m        | -                       | Mutaz Essa Barshim 2.30 m | -                           | -                    | -                    | -                       |
| 11       | Losanna         | -                          | Andy Díaz 17.67 m       | Andrij Procenko 2.24 m    | Armand Duplantis 6.10 m     | Joe Kovacs 22.65 m   | -                    | Neeraj Chopra 89.08 m   |
| 12       | Bruxelles       | -                          | Lázaro Martínez 17.49 m | -                         | Ernest John Obiena 5.91 m   | Joe Kovacs 22.61 m   | -                    |                         |
| 13       | Zurigo (finale) | Miltiadīs Tentoglou 8.42 m | Andy Díaz 17.70 m       | Gianmarco Tamberi 2.34 m  | Armand Duplantis 6.07 m     | Joe Kovacs 23.23 m   | Kristjan Čeh 67.10 m | Neeraj Chopra 88.44 m   |

### Donne

#### Corse
| Corse |                 |                               |                        |                           |                          |                        |                                   |                             |                        |                            |
| #     | Meeting         | 100 m                         | 200 m                  | 400 m                     | 800 m                    | 1 500 m / Miglio       | 3 000 m / 5 000 m                 | 100 m hs                    | 400 m hs               | 3 000 m siepi              |
| 1     | Doha            | -                             | Gabrielle Thomas 21"98 | Marileidy Paulino 51"20   | -                        | -                      | Francine Niyonsaba 8'37"70 (3000) | Kendra Harrison 12"43       | -                      | -                          |
| 2     | Birmingham      | Dina Asher-Smith 11"11        | -                      | -                         | Keely Hodgkinson 1'58"63 | Laura Muir 4'02"81     | Dawit Seyaum 14'47"55             | -                           | Dalilah Muhammad 54"54 | -                          |
| 3     | Eugene          | Elaine Thompson-Herah 10"79   | -                      | -                         | Keely Hodgkinson 1'57"72 | Faith Kipyegon 3'52"59 | -                                 | -                           | -                      | Norah Jeruto 8'57"97       |
| 4     | Rabat           | Elaine Thompson-Herah 10"83   | -                      | Marileidy Paulino 50"10   | -                        | Hirut Meshesha 3'57"30 | Mercy Cherono 8'40"29 (3000)      | -                           | -                      | -                          |
| 5     | Roma            | -                             | Shericka Jackson 21"91 | -                         | Athing Mu 1'57"01        | Hirut Meshesha 4'03"79 | -                                 | Jasmine Camacho-Quinn 12"37 | Femke Bol 53"02        | -                          |
| 6     | Oslo            | -                             | Ida Karstoft 22"73     | -                         | Keely Hodgkinson 1'57"71 | -                      | Dawit Seyaum 14'25"84             | -                           | Femke Bol 52"61        | -                          |
| 7     | Parigi          | Shelly-Ann Fraser-Pryce 10"67 | -                      | Shaunae Miller-Uibo 50"10 | -                        | -                      | -                                 | Tobi Amusan 12"41           | -                      | Winfred Yavi 8'56"55       |
| 8     | Stoccolma       | -                             | Dina Asher-Smith 22"37 | -                         | Mary Moraa 1'57"68       | -                      | -                                 | Jasmine Camacho-Quinn 12"46 | Femke Bol 52"27        | Daisy Jepkemei 9'15"77     |
| 9     | Chorzów         | -                             | Shericka Jackson 21"84 | Femke Bol 49"75           | Ajee Wilson 1'58"28      | Diribe Welteji 3'56"91 | Sifan Hassan 8'39"27 (3000)       | -                           | -                      | -                          |
| 10    | Monaco          | Shelly-Ann Fraser-Pryce 10"62 | -                      | Shaunae Miller-Uibo 49"28 | -                        | Faith Kipyegon 3'50"37 | -                                 | -                           | Rushell Clayton 53"33  | Werkuha Getachew 9'06"19   |
| 11    | Losanna         | Aleia Hobbs 10"87             | -                      | Marileidy Paulino 49"87   | -                        | -                      | Francine Niyonsaba 8'26"80 (3000) | Jasmine Camacho-Quinn 12"34 | Femke Bol 52"95        | -                          |
| 12    | Bruxelles       | Shericka Jackson 10"73        | -                      | Fiordaliza Cofil 49"80    | -                        | Ciara Mageean 3'56"63  | -                                 | Jasmine Camacho-Quinn 12"27 | -                      | Jackline Chepkoech 9'02"43 |
| 13    | Zurigo (finale) | Shelly-Ann Fraser-Pryce 10"65 | Shericka Jackson 21"80 | Marileidy Paulino 48"99   | Mary Moraa 1'57"63       | Faith Kipyegon 4'00"44 | Beatrice Chebet 14'31"03          | Tobi Amusan 12"29           | Femke Bol 53"03        | Werkuha Getachew 9'03"57   |

#### Concorsi
| Concorsi |                 |                             |                           |                           |                     |                     |                         |                           |
| #        | Meeting         | Salto in lungo              | Salto triplo              | Salto in alto             | Salto con l'asta    | Getto del peso      | Lancio del disco        | Lancio del giavellotto    |
| 1        | Doha            | -                           | Shanieka Ricketts 14.82 m | -                         | -                   | Chase Ealey 19.51 m | -                       | -                         |
| 2        | Birmingham      | Malaika Mihambo 7.09 m      | -                         | -                         | Sandi Morris 4.73 m | -                   | Valarie Allman 67.85 m  | -                         |
| 3        | Eugene          | Khaddi Sagnia 6.95 m        | -                         | Jaroslava Mahučich 2.00 m | -                   | -                   | Valarie Allman 68.35 m  | -                         |
| 4        | Rabat           | -                           | Thea LaFond 14.43 m       | Jaroslava Mahučich 1.96 m | Sandi Morris 4.65 m | -                   | -                       | -                         |
| 5        | Roma            | Maryna Bech-Romančuk 6.85 m | -                         | -                         | Sandi Morris 4.81 m | -                   | -                       | -                         |
| 6        | Oslo            | -                           | -                         | -                         | -                   | Chase Ealey 20.13 m | Sandra Perković 66.82 m | -                         |
| 7        | Parigi          | -                           | -                         | Jaroslava Mahučich 2.01 m | -                   | -                   | Valarie Allman 68.68 m  | Haruka Kitaguchi 63.13 m  |
| 8        | Stoccolma       | Lorraine Ugen 6.81 m        | -                         | Eleanor Patterson 1.96 m  | -                   | Chase Ealey 20.48 m | -                       | -                         |
| 9        | Chorzów         | -                           | -                         | Safina Sadullayeva 1.92 m | -                   | Chase Ealey 20.38 m | -                       | Haruka Kitaguchi 65.10 m  |
| 10       | Monaco          | -                           | Yulimar Rojas 15.01 m     | -                         | Nina Kennedy 4.66 m | -                   | -                       | Kelsey-Lee Barber 64.50 m |
| 11       | Losanna         | -                           | Yulimar Rojas 15.31 m     | -                         | Tina Šutej 4.70 m   | -                   | -                       | -                         |
| 12       | Bruxelles       | -                           | -                         | Jaroslava Mahučich 2.05 m | -                   | -                   | -                       | Kara Winger 68.11 m       |
| 13       | Zurigo (finale) | Ivana Vuleta 6.97 m         | Yulimar Rojas 15.28 m     | Jaroslava Mahučich 2.03 m | Nina Kennedy 4.81 m | Chase Ealey 20.19 m | Valarie Allman 67.77 m  | Kara Winger 64.98 m       |